# Rudy Pevenage
Rudy Pevenage (* 15. Juni 1954 in Moerbeke, Belgien) ist ein ehemaliger Profi-Radrennfahrer und war Sportlicher Leiter des deutschen Teams Telekom bzw. T-Mobile. Darüber hinaus war er über längere Zeit persönlicher Betreuer von Jan Ullrich.

## Karriere

### Als Fahrer
Pevenage wurde 1976 Berufsfahrer, Ende 1988 beendete er seine Laufbahn als Fahrer. Bis dahin hatte er 23 Siege errungen. 1980 gewann er die 2. Etappe der Tour de France mit dem Team Ijsboerke und fuhr danach 9 Etappen im Gelben Trikot. Am Ende der Tour gewann er mit 184 Punkten das Grüne Trikot vor Sean Kelly (153 Punkte).

### Als Sportlicher Leiter und Betreuer
Rudy Pevenage war bis Ende 2002 Sportlicher Leiter des Team Telekom. Nachdem Jan Ullrich das Team auf Grund einer Dopingsperre verlassen musste, begleitete Pevenage ihn Anfang 2003 zum Team Coast, wo er Sportlicher Leiter und persönlicher Betreuer von Jan Ullrich wurde. Nach der finanziellen Pleite des Teams im Mai 2003 organisierte Pevenage mit Bianchi einen neuen Hauptsponsor. Pevenage wurde Teamchef des Team Bianchi und führte das neustrukturierte Team zur Tour de France, wo man mit einem Etappensieg und dem zweiten Platz in der Gesamtwertung durch Jan Ullrich glänzen konnte. Ende 2003 gab Ullrich seine Rückkehr zu seinem alten Arbeitgeber bekannt, der mittlerweile als Team T-Mobile Rennen fuhr. Das Team Bianchi wurde aufgelöst. Rudy Pevenage blieb aber als persönlicher Betreuer an Jan Ullrichs Seite; doch er wurde nicht in das Team T-Mobile eingebunden, da Teamchef Walter Godefroot Pevenage nach dessen Abschied 2002 zur unerwünschten Person erklärt hatte.
Ende 2005 zog sich Walter Godefroot aus dem Team T-Mobile zurück und Olaf Ludwig übernahm den Posten als Teamchef, der Rudy Pevenage wieder als Sportlichen Leiter einstellte.
Zur Saison 2009 wurde Pevenage Sportdirektor beim US-Team „Rock Racing“. Im Februar 2010 erklärte Pevenage, dass er diese Position wegen ausbleibender Gehaltszahlungen seit Ende 2009 nicht mehr innehabe.

### Dopingverwicklungen
Kurz vor Beginn der Tour de France 2006 wurden Pevenage und Ullrich in den Dopingskandal Fuentes verwickelt und von der Teamleitung auf Grund von Unterlagen der spanischen Polizei bis auf weiteres suspendiert. Nach Veröffentlichung weiterer Beweismittel wurde Pevenage am 9. Juli 2006 rückwirkend zum 30. Juni entlassen. Die Doping-Anschuldigungen beziehen sich auf mehrere abgehörte Telefonate mit Doping-Arzt Eufemiano Fuentes, welche von einer belgischen Handynummer getätigt wurden. Der Inhalt der Telefonate und SMS deutete auf die Beschaffung von Dopingmitteln und mit EPO angereicherten Blutkonserven hin. Die Anschuldigungen konnten jedoch nicht bewiesen werden. Auch die belgischen Telefonnummern konnten bis jetzt nicht eindeutig zugeordnet werden.
Im Juli 2010 sagte Pevenage in einem Interview mit der französischen Zeitung „L'Equipe“: „Wozu soll es gut sein, weiter zu lügen? Ich habe die Reisen von Jan nach Madrid zu Fuentes organisiert.“ Im Rahmen des NDR-Podcast „Jan Ullrich - Held auf Zeit“ gab Pevenage 2022 zu, dass es sein Telefonat mit Fuentes war, das den Stein ins Rollen brachte. Er habe mit seinem privaten Mobiltelefon Fuentes angerufen, weil das Prepaid-Telefon, das dazu eigentlich verwendet wurde, leer war. Er wollte Fuentes lediglich von einem Sieg Ullrichs bei der Tour de Suisse berichten.